# サークII
『サークII』 (XakII) は、1990年9月21日に日本のマイクロキャビンから発売されたPC-8801用アクションロールプレイングゲーム。正式タイトルは『サークII ライジング・オブ・ザ・レッドムーン』 (XakII Rising of The Redmoon) 。
同社の『サーク』（1989年）の続編で、前作の冒険から3年後が舞台である。主人公「ラトク・カート」を操作して父である「ドルク」の行方を捜索する事を目的としている。システム面では、引き続き“VRシステム”を採用している。今作ではその改良版を採用しており、ジャンプ等の高さの概念を加え、更に立体感のある創りになっている。背景となるフィールドのグラフィックには二重スクロールを採用。随所が更に深みのある美しい光景となった。
開発はマイクロキャビンが行い、原案およびシナリオ、プロデューサーは後に『幻影都市』（1991年）を手掛けた加藤雅史が担当、原作およびゲーム・デザイン、グラフィック・デザインは前作に引き続き柳島秀行が担当、音楽も前作に引き続き新田忠弘が担当した。
同年にPC-9801、MSX2に移植された他、1991年にはFM TOWNSに移植され、古谷徹によるオープニングナレーションが追加された。1992年にはX68000に移植された他、『サークI』と『サークII』を合本した『サークI・II』として日本テレネットからPCエンジンSUPER CD-ROM²用ソフトとして発売された。2005年には携帯電話ゲームとしてVアプリにて配信された。PC-8801版、PC-9801版、MSX2版はWindows用ソフトとしてプロジェクトEGGにて配信された。

## ゲーム内容
VRシステム
Visual Representation（ビジュアル・リプレゼンテーション）システムの略。2Dハーフトップビューにおいて高低や奥行きの表現により立体的なマップ構成を可能にするマップ・キャラクタ合成表示システムの総称である。
本シリーズでのバージョンアップを経て『幻影都市』などにも採用されることとなるこのシステムは、前述の要素のほか、主人公が建物の影に隠れても半透明で表示されることから見失わずにプレイを続行できるなど、当時としては画期的であった。

## あらすじ
妖魔バドゥーを倒してから3年、行方不明の父ドルク・カートを探すため、ラトクは再び旅に出た。通りかかったボローズの森で森の民の少女シャナを助けた彼は、バヌワの町の人々から森に巣くうモンスターの退治を依頼された。森の巨木から通じる天空の橋を越えて彼方の森へと向かったラトクは、そこで妖魔四天王の一人ボグレウスを倒したのだった。その後、結晶の谷で人々を氷の像に変える妖魔フィールを、カゥリャンの城で妖魔ヴァールをそれぞれ打ち破ったラトク。ところがバヌワの町に帰るとシャナが妖魔に連れ去られていた。さっそく、修道女フェル・バーウの指示によりラトクと共に妖魔の本拠地デスマウンテンをめざす一行が集められた。全員が船に乗り出発というとき、ラトクを追いながらついてきていた少女フレイが現われた。彼女も合わせ、デスマウンテンへと出発した一行。だが、卑怯なネクロマンサーからの攻撃のため、無事に辿り着くことができたのはラトクとピクシーだけだった……。ふもとにある封印の神殿で、意志を持った剣"サーク・ソード"を手に入れたラトク。妖魔の邪気で弱ったピクシーとも別れ、妖魔三将軍の一人ザム・ゴスペルが待つデスマウンテンの頂上へ、ひとり乗り込んでいった!!

## 主な登場人物

### 主要人物
ラトク・カート
声 - 草尾毅
シリーズ全作の主人公（『フレイ』を除く）。通称ラトク。戦神デュエルの血を引く19歳の少年剣士。色恋沙汰には鈍感。なお、過去作の『セイレーン』にも幼少の頃のラトクが登場している。
ジン・オブ・サークソード
声 - 銀河万丈
人間界の守護者。心を持つ聖剣。戦神デュエルの血を引く者しか扱えない。
ピクシー
声 - 伊藤美紀
国王直属の妖精。本名はルゥ・ミーリ（当作品のエンディングで明らかにされる）。人の手に乗るほど小さな少女の姿をしており、背中の羽根を広げて飛行する。『サークI』でメッセンジャーとしてラトクの前に現れて以来、ずっとラトクと行動を共にする。エンディングでラトク争奪戦の第3候補として名乗りを上げる。『フレイ』の隠しゲーム『GOGOピクシー』では主役として登場する。
フレイア・ジェルバーン
声 - 岡本麻弥
魔道師の少女。16歳。通称フレイ。『サークI』時点ではまだ重要キャラクターではなく、怪我をして倒れているただの少女であり、ラトクに助けられて惚れるまでが描かれる。以後、ラトクの役に立ちたいため魔法学校に入学して魔道師となってフェアレスの街に帰ったが、ラトクは先に旅立ってしまい、追いかけて（この顛末は『フレイ』として作品化された）デスマウンテンへ旅たつ寸前のところのラトクたちと合流する。
リューン・グリード
声 - 林延年
ラトクと同様、戦神デュエルの血を引く剣士。憎まれ口を叩く皮肉屋。今作にて既婚者であり、しかも子持ちであることが明らかになる。
エリス
エンディングに登場するラトクの幼なじみで、18歳。ラトクの故郷であるフェアレスの街の町長の孫娘であり、ラトクを巡ってはフレイの恋敵。ラトクの父ドレク失踪後に重病に罹って失明したラトクの母を介護している。

### 今作のみの登場人物
シャナ・タウトゥーク
バヌワ町に住む森の民の娘で後述のミューンとともに今作の物語の鍵を握る人物。
バヌワの町の近くの木に縛られているところをラトクに助けられた。
ミューン
オブ・ポグレウスに囚われている眠り姫。前述のシャナとともに今作の物語の鍵を握る人物。
ジーク・ボルトー
バヌワの町にて武器屋を営む人物で、彼とかつてのカウリャン城の城主で故人のミリオフ・エステラン、そしてラトクの父親であるドルク・カートの3人で「ヴェービスの三剣士」として知られている。
バスパ・ドラムエ
バヌワの町にて医者を営む人物でドルクとは何か知っている。

### 妖魔
ザム・ゴスペル
『サークII』のラスボス。妖魔三将軍の一人。妖魔四天王を従え妖魔将軍ゼム・バドゥーの復活を目論んだ張本人。強力な炎を操る。
ロブ・ネクロマンサ
声：速水奨
妖魔四天王のリーダー。北天王。死霊使い。
アブ・ヴァール
妖魔四天王の一人。南天王。風の剣の使い手で現在のカウリャン城の城主。カメレオン風の魔獣に姿を変える事ができる。元は人間だったが風の剣の魔力に負けた事で妖魔へと成り果てた。
エブ・フィール
妖魔四天王の一人。西天王。氷の魔女。ゴスペルの愛人。
オブ・ポグレウス
妖魔四天王の一人。東天王。大地の王（森の魔王）。土や雷の妖力を操る。
オブ・ピグレウス
ポグの弟。東弟王。

## 移植版
| No. | タイトル                             | 発売日         | 対応機種                        | 開発元           | 発売元                 | メディア                                        | 型式      | 備考                  |
| --- | ------------------------------------ | -------------- | ------------------------------- | ---------------- | ---------------------- | ----------------------------------------------- | --------- | --------------------- |
| 1   | サークII                             | 1990年11月2日  | PC-9801                         | マイクロキャビン | マイクロキャビン       | 3.5フロッピーディスク 5インチフロッピーディスク | 1245 1255 |                       |
| 2   | サークII                             | 1990年12月13日 | MSX2                            | マイクロキャビン | マイクロキャビン       | フロッピーディスク                              | 1344      |                       |
| 3   | サークII                             | 1991年7月1日   | FM-TOWNS                        | マイクロキャビン | マイクロキャビン       | CD-ROM                                          | 1400      |                       |
| 4   | サークII                             | 1992年8月29日  | X68000                          | マイクロキャビン | TAKERU                 | 5インチフロッピーディスク                       | -         |                       |
| 5   | サークI・II                          | 1992年12月25日 | PCエンジンSUPER CD-ROM²         | ライオット       | 日本テレネット         | CD-ROM                                          | TJCD2032  |                       |
| 6   | サークII                             | 2003年1月12日  | Windows                         | マイクロキャビン | ボーステック           | ダウンロード （プロジェクトEGG）                | -         | MSX2版の移植          |
| 7   | サークII                             | 2005年11月17日 | ボーダフォンライブ! （Vアプリ） | アールフォース   | バンダイネットワークス | ダウンロード （RPG帝国）                        | -         |                       |
| 8   | サークII                             | 2008年4月1日   | Windows                         | マイクロキャビン | D4エンタープライズ     | ダウンロード （プロジェクトEGG）                | -         | PC-8801版の移植       |
| 9   | サークII                             | 2009年11月24日 | Windows                         | マイクロキャビン | D4エンタープライズ     | ダウンロード （プロジェクトEGG）                | -         | PC-9801版の移植       |
| 10  | サークII                             | 2018年2月20日  | Windows                         | マイクロキャビン | D4エンタープライズ     | ダウンロード （プロジェクトEGG）                | -         | PC-9801版の移植       |
| 11  | EGGコンソール サークII PC-8801mkIISR | 2024年11月7日  | Nintendo Switch                 | マイクロキャビン | D4エンタープライズ     | ダウンロード                                    | -         | PC-8801mkIISR版の移植 |

## スタッフ
PC-8801版
- 原作、ゲーム・デザイン：柳島秀行
- 脚本、シナリオ設定：加藤雅史
- ゲーム・プログラム：三曽田明、山田浩司、永井勝也
- グラフィック・デザイン：柳島秀行
- モンスター・グラフィック・アシスト：青木文秀
- マップ・エディット・アシスト：久保泰章
- デモ・プログラム、特殊効果：永井勝也
- 原案、文章：加藤雅史
- コンテ、演出、グラフィック：柳島秀行
- デモ音楽、効果音：新田忠弘
- アート・ディレクション：谷口恵津子
- イメージ・イラスト：菊池通隆
- スペシャル・サンクス：川口洋一郎
- プロデュース：加藤雅史
- 製作総指揮：柳島秀行
- 制作チーフ：三曽田明

MSX版
- 原作、ゲーム・デザイン：柳島秀行
- 脚本、シナリオ設定：加藤雅史
- ゲーム・プログラム：三曽田明、山田浩司、永井勝也
- MSXプログラミング：伊藤勝巳
- グラフィック・デザイン：柳島秀行
- モンスター・グラフィック：青木文秀
- マップ・エディット：久保泰章
- MSXグラフィックス：川口洋一郎
- MSXデモプログラム：中津泰彦、青木正二郎
- 88オリジナル・デモ：永井勝也
- 特殊効果：永井勝也
- 原案：加藤雅史
- 文章：加藤雅史
- コンテ、演出：柳島秀行
- グラフィック：柳島秀行
- 音楽、効果音：新田忠弘、笹井りゅうじ
- アート・ディレクション、谷口恵津子
- イメージ・イラスト：菊池通隆
- プロデュース：加藤雅史
- 製作総指揮：柳島秀行
- 製作チーフ：三曽田明

## シリーズ作品
- サーク - サークシリーズ最初の作品。
- サークII - 本作。
- サークIII - 『サークII』の続編。シリーズ完結編。
- フレイ - フレイが主人公のARPG。時系列的には『サークII』と並行。
- Xak -ガゼルの塔- - 外伝。時系列的には『サークII』と『サークIII』の間。